# کانگوروی درختی خرس‌شکل
کانگوروی درختی خرس‌شکل (نام علمی: Dendrolagus ursinus) کیسه‌داری از تیره درازپایان، سردهٔ کانگوروهای درختی است که در اندونزی یافت می‌شود. در سیاهه قرمز IUCN، این جانور در وضعیت آسیب‌پذیر طبقه‌بندی شده است.